# 중산간서로
중산간서로(Jungsanganseo-ro)는 제주특별자치도 서귀포시 대륜동 중산간도로교차로에서 제주시 애월읍 무수천사가로교차로를 잇는 제주특별자치도의 도로이다. 

## 주요 경유지
제주특별자치도
- 서귀포시 (대륜동 . 대천동 . 중문동 . 예래동 . 안덕면 . 대정읍)
- 제주시 (한경면 . 한림읍 . 애월읍 . 해안동)

## 노선
| 이름                            | 접속 노선                                                                        | 소재지            | 소재지            | 소재지            | 비고              |
| 중산간동로와 직결               | 중산간동로와 직결                                                                | 중산간동로와 직결 | 중산간동로와 직결 | 중산간동로와 직결 | 중산간동로와 직결 |
| ------------------------------- | -------------------------------------------------------------------------------- | ----------------- | ----------------- | ----------------- | ----------------- |
| 중산간도로교차로                | 신서귀로                                                                         | 제주특별자치도    | 서귀포시          | 대륜동            |                   |
| 시청입구교차로                  | 신서귀로                                                                         | 제주특별자치도    | 서귀포시          | 대천동            |                   |
| 월산1교                         |                                                                                  | 제주특별자치도    | 서귀포시          | 대천동            |                   |
| 월산2교                         |                                                                                  | 제주특별자치도    | 서귀포시          | 대천동            |                   |
| 도순3교                         |                                                                                  | 제주특별자치도    | 서귀포시          | 대천동            |                   |
| 제2도순교                       |                                                                                  | 제주특별자치도    | 서귀포시          | 대천동            |                   |
| 회수사거리                      | 지방도 제1139호선 (1100로)                                                       | 제주특별자치도    | 서귀포시          | 중문동            |                   |
| 색달교차로 (중문2교) (새당육교) | 색달교                                                                           | 제주특별자치도    | 서귀포시          | 예래동            |                   |
| (이름없음) (색달육교)           | 색달중앙로                                                                       | 제주특별자치도    | 서귀포시          | 예래동            |                   |
| (이름없음) (우남육교)           | 상예로                                                                           | 제주특별자치도    | 서귀포시          | 예래동            |                   |
| 창고천교                        |                                                                                  | 제주특별자치도    | 서귀포시          | 인덕면            |                   |
| 상창육교                        |                                                                                  | 제주특별자치도    | 서귀포시          | 인덕면            |                   |
| 상창교차로                      | 지방도 제1116호선 (한창로)                                                       | 제주특별자치도    | 서귀포시          | 인덕면            |                   |
| 서광동리사거리                  | 화순서동로                                                                       | 제주특별자치도    | 서귀포시          | 인덕면            |                   |
| 서광1교차로                     | 지방도 제1135호선 (평화로)                                                       | 제주특별자치도    | 서귀포시          | 인덕면            |                   |
| 서광서리교차로                  | 지방도 제1121호선 (서광남로)                                                     | 제주특별자치도    | 서귀포시          | 인덕면            |                   |
| 구억리삼거리                    | 부성구억로                                                                       | 제주특별자치도    | 서귀포시          | 대정읍            |                   |
| 신평삼거리                      | 추사로                                                                           | 제주특별자치도    | 서귀포시          | 대정읍            |                   |
| 무릉2리삼거리                   | 지방도 제1120호선 (대한로)                                                       | 제주특별자치도    | 서귀포시          | 대정읍            |                   |
| 무릉오거리                      | 칠전로 무릉인향로                                                                | 제주특별자치도    | 제주시            | 한경면            |                   |
| (이름없음)                      | 칠전로                                                                           | 제주특별자치도    | 서귀포시          | 대정읍            |                   |
| 수룡동교차로                    | 고락로                                                                           | 제주특별자치도    | 제주시            | 한경면            |                   |
| 청수리사거리                    | 낙수로                                                                           | 제주특별자치도    | 제주시            | 한경면            |                   |
| 저청삼거리                      | 지방도 제1120호선 (대한로)                                                       | 제주특별자치도    | 제주시            | 한경면            |                   |
| 분재원입구교차로                | 지방도 제1121호선 (녹차분재로)                                                   | 제주특별자치도    | 제주시            | 한경면            |                   |
| (이름없음)                      | 지방도 제1115호선 (용금로)                                                       | 제주특별자치도    | 제주시            | 한경면            |                   |
| 월림삼거리                      | 지방도 제1120호선 (용금로)                                                       | 제주특별자치도    | 제주시            | 한경면            |                   |
| 상명리교차로                    | 명상로                                                                           | 제주특별자치도    | 제주시            | 한림읍            |                   |
| 금악사거리                      | 지방도 제1115호선 (용금로) 지방도 제1116호선 (한창로) 지방도 제1121호선 (금악로) | 제주특별자치도    | 제주시            | 한림읍            |                   |
| 명월삼거리                      | 명월로                                                                           | 제주특별자치도    | 제주시            | 한림읍            |                   |
| 동명교차로                      | 지방도 제1116호선 (한림중앙로)                                                   | 제주특별자치도    | 제주시            | 한림읍            |                   |
| 상대교차로                      | 장원길 광산로                                                                    | 제주특별자치도    | 제주시            | 한림읍            |                   |
| 귀덕교                          |                                                                                  | 제주특별자치도    | 제주시            | 한림읍            |                   |
| 궈덕3리사거리                   | 한수풀로 귀덕로                                                                  | 제주특별자치도    | 제주시            | 한림읍            |                   |
| 봉성교                          |                                                                                  | 제주특별자치도    | 제주시            | 애월읍            |                   |
| 해암교                          |                                                                                  | 제주특별자치도    | 제주시            | 애월읍            |                   |
| 납읍리교차로                    | 천덕로                                                                           | 제주특별자치도    | 제주시            | 애월읍            |                   |
| 납읍사거리                      | 애납로                                                                           | 제주특별자치도    | 제주시            | 애월읍            |                   |
| 상가교차로                      | 지방도 제1123호선 (애원로)                                                       | 제주특별자치도    | 제주시            | 애월읍            |                   |
| 용흥교차로                      | 용흥3길 넢은밧길                                                                 | 제주특별자치도    | 제주시            | 애월읍            |                   |
| 장천1교차로                     | 염장로                                                                           | 제주특별자치도    | 제주시            | 애월읍            |                   |
| 장천교차로                      | 하소로                                                                           | 제주특별자치도    | 제주시            | 애월읍            |                   |
| 답다니교                        |                                                                                  | 제주특별자치도    | 제주시            | 애월읍            |                   |
| 고성교교차로                    | 고성1길 고성북동길                                                               | 제주특별자치도    | 제주시            | 애월읍            |                   |
| 광령3교차로                     | 하광로                                                                           | 제주특별자치도    | 제주시            | 애월읍            |                   |
| 무수천사가로교차로              | 지방도 제1135호선 (노형로)                                                       | 제주특별자치도    | 제주시            | 해안동            |                   |

## 주요 건물 및 시설
- 강창학종합경기장 (중산간서로95/강정동 1461)
- 세븐일레븐 서귀포엉또폭포점 (중산간서로 184/강정동 1914-23)
- 제주특별자치도 농업기술원 (중산간서로 212/강정동 3485)
- 회수동마을회관 (중산간서로 654/회수동 377)
- CU 제주중문차차정비점 (중산간서로 830/중문동 1012-4)
- 서광초등학교 (중산간서로 1842/서광리 337-1)
- HD현대오일뱅크 서광주유소 (중산간서로 1866/서광리 714-1)
- GS25 안덕서광점 (중산간서로 1882/서광리 716-1)
- GS25 서광로터리점 (중산간서로 2084/서광리 1903-2)
- 세븐일레븐 서귀포구억리점 (중산간서로 2219/구억리 188-1)
- 구억리사무소 (중산간서로 2362/구억리 993-1)
- CU 서귀구억점 (중산간서로 2397/안성리 2015-2)
- 신평보건진료소 (중산간서로 2600/신평리 369-8)
- 신평리마을회관 (중산간서로 2610/신평리 367-3)
- GS25 제주신평점 (중산간서로 2613/신평리 364-1)
- 무릉2리사무소 (중산간서로 2868/무릉리 630-4)
- 무릉보건진료소 (중산간서로 2877/무릉리 605-4)
- 산양리사무소 (중산간서로 3169/청수리 3256-3)
- CU  제주청수점 (중산간서로 3501/청수리 1636-1)
- 저청중학교 (중산간서로 3590/청수리 417)
- 저청초등학교 (중산간서로 3591/저지리 1517)
- 신협 제주서부신협 본점 (중산간서로 3610/저지리 1506-4)
- GS25 제주한경점 (중산간서로 3662/저지리 1724-5)
- 저지리사무소 (중산간서로 3675/저지리 1863-1)
- 로젠택배 한경영업소 (중산간서로 3676/저지리 1859-3)
- 농협 한경농협 저청지점 (중산간서로 3692/저지리 1792-2)
- 저지보건지소 (중산간서로 3699/저지리 1808-7)
- GS25 금악로터리점 (중산간서로 4287/금악리 2142-1)
- 상대리마을회관 (중산간서로 4960/상대리 2720-3)
- 세븐일레븐 제주납읍점 (중산간서로 5446/납읍리 2383-1)
- 세븐일레븐 제주애월로드점 (중산간서로 6617/광령리 1391-1)